# Leif Nielsen (football, 1942)
Pour les articles homonymes, voir Leif Nielsen.
Leif Bernhard Nielsen est un footballeur danois né le 28 mai 1942 à Copenhague. Il évoluait au poste de gardien de but.

## Biographie

### En équipe nationale
International danois, il reçoit 28 sélections en équipe du Danemark entre 1964 et 1967. 
Il joue son premier match en équipe nationale le 17 juin 1964 contre l'URSS et son dernier le 22 octobre 1967 contre la Finlande.
Il fait partie du groupe danois lors de l'Euro 1964, disputant les deux matchs de la phase finale de la compétition. Il joue également trois matchs comptant pour les tours préliminaires de la coupe du monde 1966.

## Carrière

### Joueur
- 1961-1967 :  BK Frem
- 1968 :  Houston Stars
- 1969-1971 :  Greenock Morton

### Entraîneur
- 1978-1979 :  Brønshøj BK

## Palmarès
- Élu footballeur danois de l'année 1966